# 中禅寺温泉
中禅寺温泉（ちゅうぜんじおんせん）は、栃木県日光市にある中禅寺湖の北岸、二荒山神社中宮祠付近にある温泉地。

## 歴史
源泉は日光湯元温泉で、1951年（昭和26年）に引湯を始めた。日光湯元は高温の源泉であるが、12kmの距離を来る間に入浴に適した温度になる。

## 温泉街

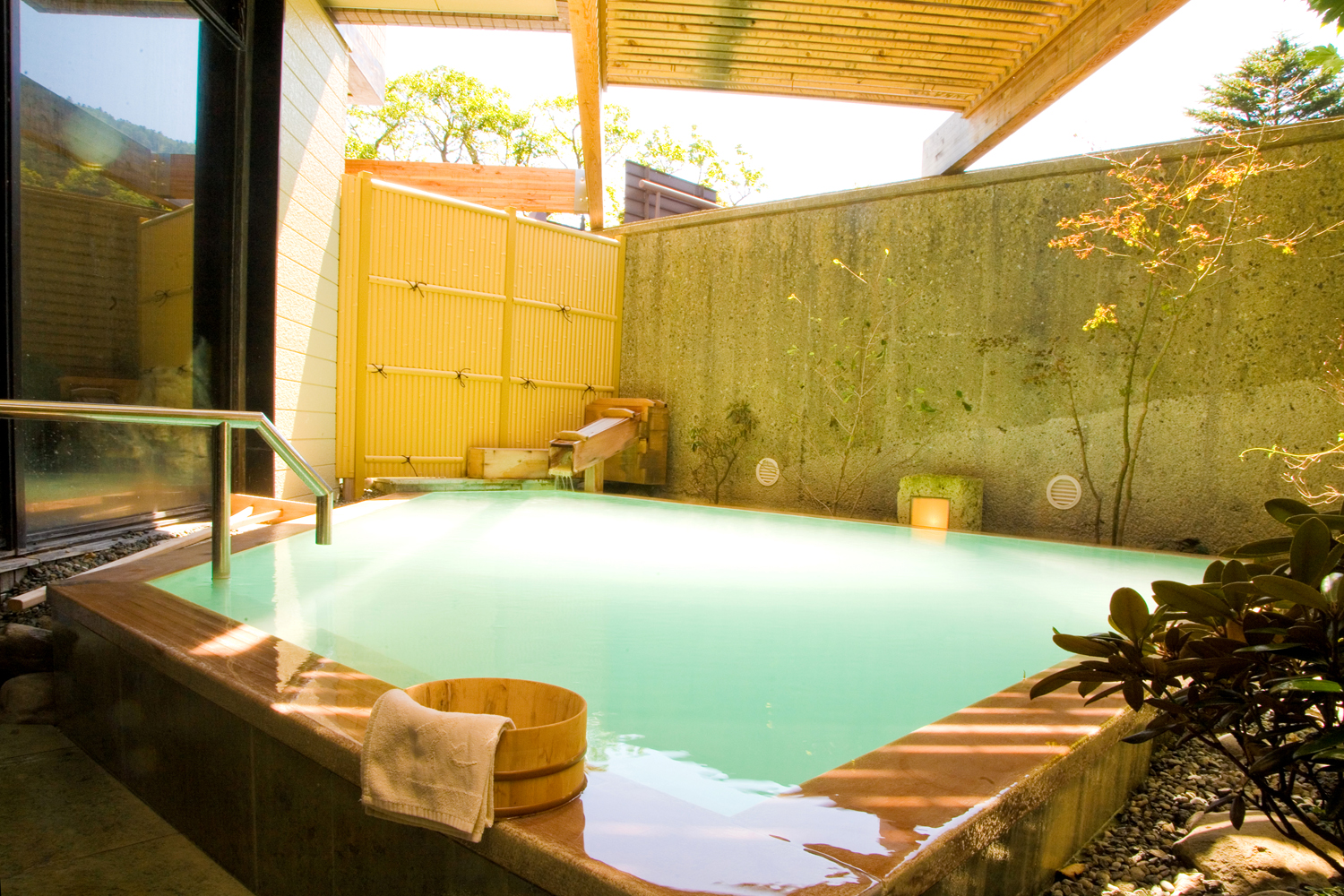
観光ホテルの露天風呂

二荒山神社中宮祠付近にホテルや旅館、民宿などが10軒ほどある。
中禅寺湖の東北岸にあたり、湖上の遊覧船乗り場、東武バス日光の中禅寺温泉バスターミナルがある。奥日光観光の拠点に位置しており、東方には華厳滝がある。
かつては中禅寺温泉ロープウェイ（茶ノ木平ロープウェイ）の駅があったが、2003年4月に廃止されている。

## 交通
- 鉄道 : JR日光線日光駅、東武日光線東武日光駅より
  - 東武バス日光 湯元温泉行き、中禅寺温泉行きで40分、中禅寺温泉駅下車
- 車 ： 日光宇都宮道路清滝インターチェンジから15km（約20分）